# Power metal

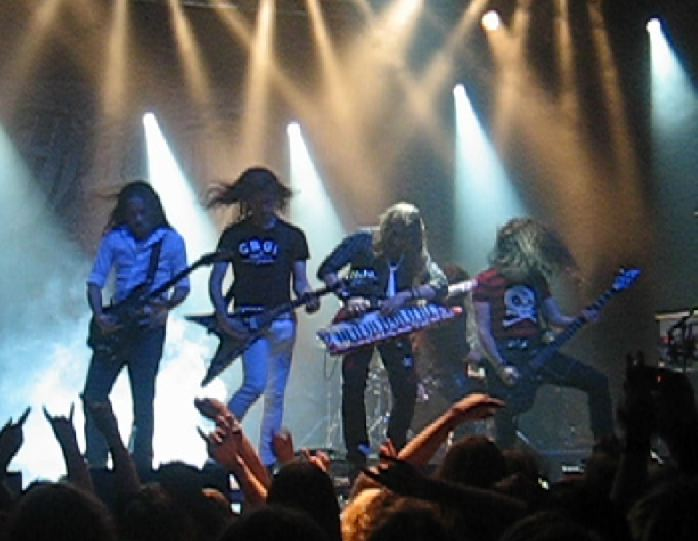
DragonForce, iniciadors del power metal extrem.

El power metal, en català "metall del poder", és un subgènere del heavy metal creat a Alemanya i Escandinàvia. Com s'esdevé amb gairebé tots els subgèneres del heavy metal, el power metal és difícil de caracteritzar però en general s'hi reconeixen dues dues grans variants: la gamma europea i la gamma nord-americana. L'aproximació que es pren aquí és dividir la història del power metal en dues èpoques.
La cançó de l'any 1976 del grup Rainbow, Stargazer és considerada la primera cançó del power metal

## Desenvolupament
El power metal es va començar a desenvolupar a mitjans dels anys vuitanta per la banda alemanya Helloween que agafava influències de Iron Maiden i Judas Priest, però amb un nou component de velocitat (melòdic i no amb l'estil destructiu i agressiu del thrash metal). Aquest estil de power metal original és el power metal clàssic, amb bandes representatives com la ja esmentada Helloween o Gamma Ray. Una diferència interessant amb altres estils és que el power metal clàssic dona una aproximació "alegre" a les seves cançons, en contraposició del sentir, generalment obscur, de la resta del heavy metal. Per això alguns el van qualificar (especialment l'estil de Helloween) com a Happy Metal (metall feliç)
Un aspecte diferenciador del power metal foren les veus entrenades dels cantants. A diferència de les veus del death metal, els cantants de power metal tenen veus agudes i clares, arribant a notes solament a l'abast de veus realment entrenades. Moltes de les noves bandes van deixar de banda les lletres basades en experiències personals o aspectes socials, que acostumaven a utilitzar-se a l'època per Helloween i altres grups de Heavy Metal, i se centraren, habitualment, en temes fantàstics, mitològics, llegendaris i, fins i tot, de ciència-ficció.
A mitjans dels noranta va començar el que ben aviat seria denominat com el moviment de l'euro-power, un estil dins del power metal més d'acord amb els temps actuals, desenvolupat gairebé exclusivament a Europa. Prenent una base de power metal clàssic, els grups que aleshores van sorgir (amb Stratovarius, Edguy, Sonata Arctica com a principals referències) afegien un teclat molt més important al so final, cors èpics habituals, gran tècnica amb les guitarres (amb solos espectaculars) i bateria (una gran velocitat i doble bombo), lletres de fantasia, a vegades so d'orquestra (els italians Rhapsody of Fire o X Japan són un gran exemple d'això) i, fins i tot, una cantant d'òpera, Tarja Turunen, com s'esdevé amb els finlandesos Nightwish (banda que s'ha catalogat dins el symphonic metal). Aquest estil és molt popular a Europa, Japó i alguns països de Sud-America. A Catalunya, en canvi, és poc habitual, tot i que apareixen bandes que el practiquen, com ara Sarasvatï, un grup que barreja el power metal amb la música celta o el rock català. Alguns crítics consideren aquest estil com a power metal, i anomenen power metal clàssic amb altres noms com el speed metal. Es tracta, però, d'una cuestió controvertida

## Estil
Com ja s'ha esmentat, el power metal és un gènere molt melòdic, sobretot en comparació amb altres subgèneres del metal. Açò es combina amb la gran velocitat dels riffs de guitarra (influència del thrash metal), i la incorporació d'instruments que li donen una musicalitat major, com ara el teclat musical. Les composicions s'orienten cap a un so èpic, en lloc de voler crear una atmosfera obscura, i les veus són clares, agudes i amb una ampla tessitura. A més, les veus femenines també hi són presents.
Tot açò ha fet que es derivin del power metal una gran varietat de subgèneres, com ara el power metal extrem, iniciat per la banda internacional DragonForce i amb tendència a una gran velocitat i virtuosisme en les composicions; el power metal simfònic, que ressalta les veus femenines i empra instruments característics de la música clàssica, i del qual són exponents grups com Nightwish o Rhapsody of Fire; el power metal èpic, que dona preponderància al to èpic de les composicions (encara que a voltes usa instruments clàssics, fet pel qual sovint se'l considera un subgènere del power metal simfònic), com és el cas de Blind Guardian; o alguns gèneres de fusió, com el power metal progressiu, amb grups com Sonata Arctica o Mechanical Poet.
Les lletres solen parlar de temes relacionats amb mites i llegendes, lluites i cavallers, deixant-se portar per la fantasia. No entren en un nivell sinistre, com el black metal; ni solen parlar de temes socials, com el thrash metal; però tampoc són lletres tan íntimes com les del death metal melòdic o el metal progressiu. La mitologia és present en moltes de les lletres, des de la nòrdica (Manowar, Turisas), fins a la grecoromana, passant, fins i tot, per mitologies inventades, com la tolkieniana (Blind Guardian). Val a dir, però, que el to èpic de les composicions s'adequa perfectament amb les lletres, sovint molt poètiques, que tracten d'emular als grans mestres de la poesia èpica de l'antiguitat.

## Grups de power metal
- Blind Guardian
- DragonForce
- Galneryus
- Gamma Ray
- Helloween
- Mastercastle
- Mechanical Poet
- Nightwish
- Rhapsody of Fire
- Sabaton
- Sarasvatï
- Sonata Arctica
- Supreme Majesty
- Turisas
- X Japan